# Sowno (powiat stargardzki)
Sowno (niem. Hinzendorf) – wieś w Polsce położona w województwie zachodniopomorskim, w powiecie stargardzkim, w gminie Stargard.
Miejscowość leży nad rzeką Iną, w sercu Puszczy Goleniowskiej, przy skrzyżowaniu drogi wojewódzkiej nr 142 i drogi ze Stargardu do Goleniowa, ok. 16 km od Stargardu.
Po II wojnie światowej, miejscowość nosiła nazwę Polska Wieś. W latach 1975–1998 miejscowość należała administracyjnie do województwa szczecińskiego.
Wieś o kształcie okolnicy z centralnie położonym kościołem, w średniowieczu należąca do cystersów z Kołbacza, obecnie wieś wypoczynkowa mieszkańców Szczecina i Stargardu. W osadzie Podlesie należącej do Sowna książęta pomorscy posiadali swój zamek myśliwski.
Swoją siedzibę ma tutaj klub sportowy „Podlesie” (A-klasa piłki nożnej).

## Zabytki i pomniki
- Neogotycki kościół z przełomu XIX i XX w. Wewnątrz znajduje się, wykonany w połowie XVI w. warsztacie Hansa Peissera renesansowy ołtarz i ambona. Fundatorem był książę Barnim XI Stary, któremu legenda przypisuje osobiste wykonanie ołtarza[5].
- W kruchcie kościoła znajduje się wykonana z piaskowca, unikalna w skali europejskiej, szesnastowieczna płyta ku pamięci Mikołaja Hinze, zmarłego w 1599 roku, błazna księcia Jana Fryderyka.

- poniemiecki cmentarz oraz znajdujący się obok pomnik ku pamięci niemieckich mieszkańców Sowna.

Kościół św. Marii Magdaleny w Sownie
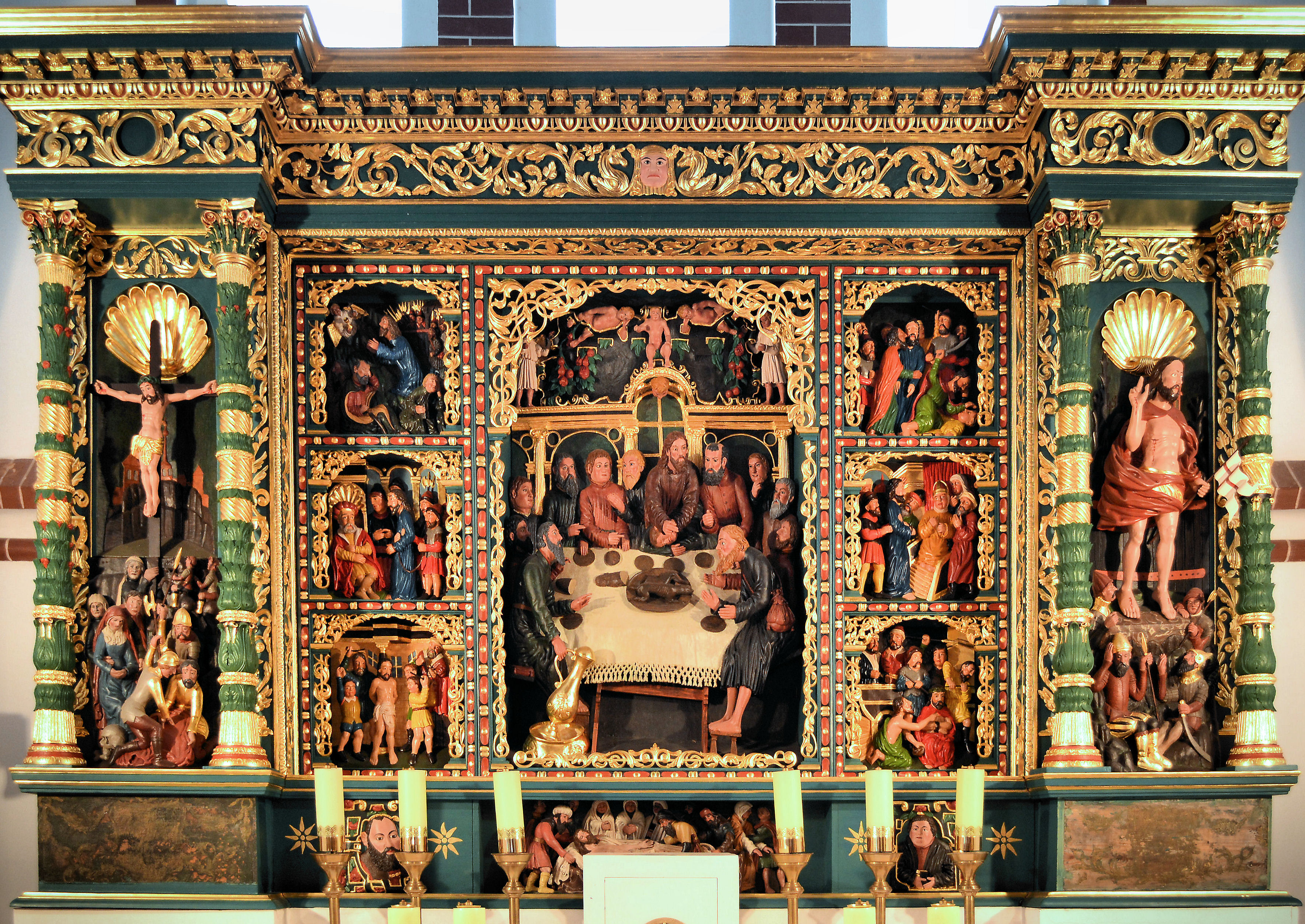
Ołtarz w kościele w Sownie
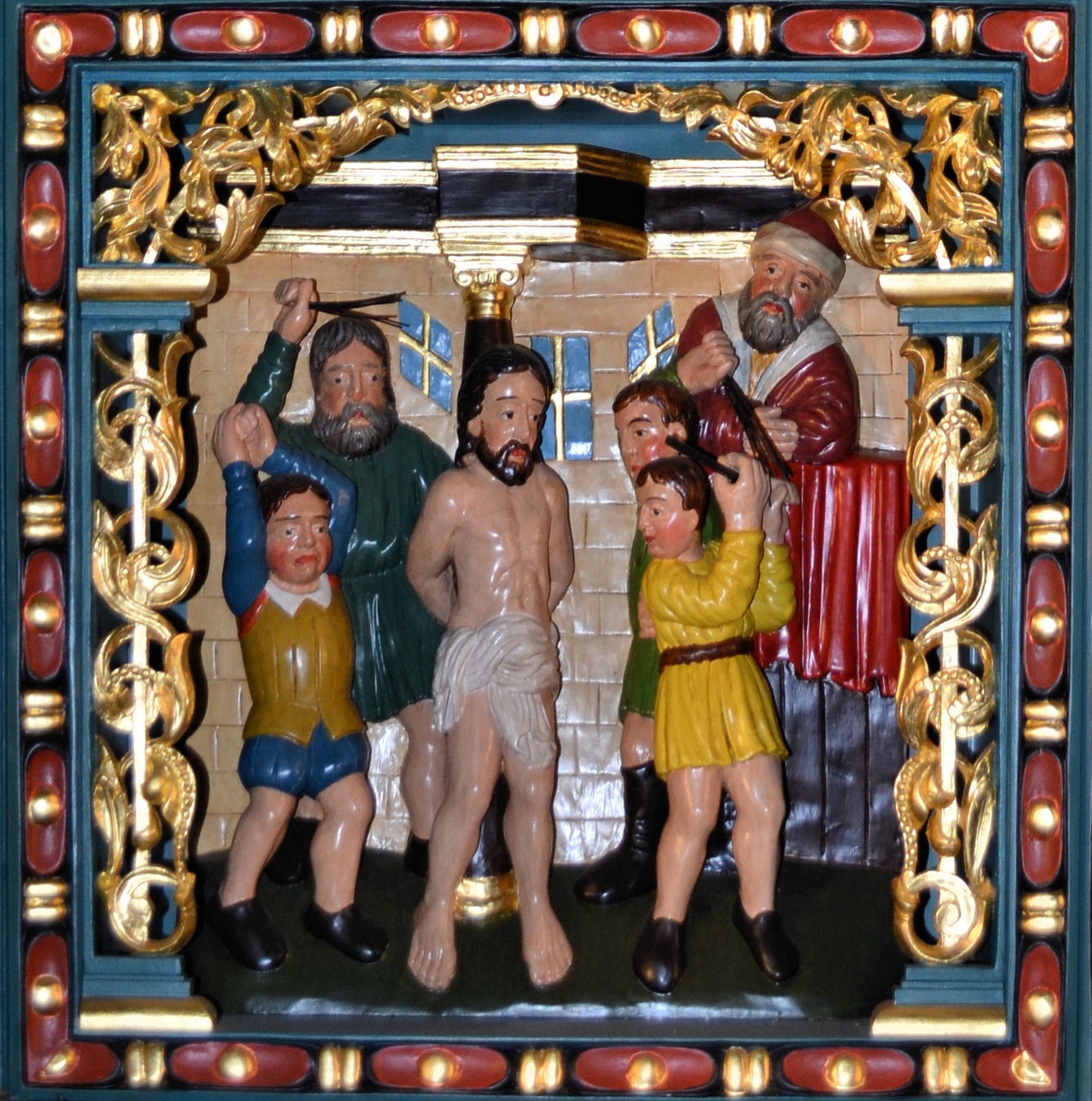
Ołtarz – zbliżenie
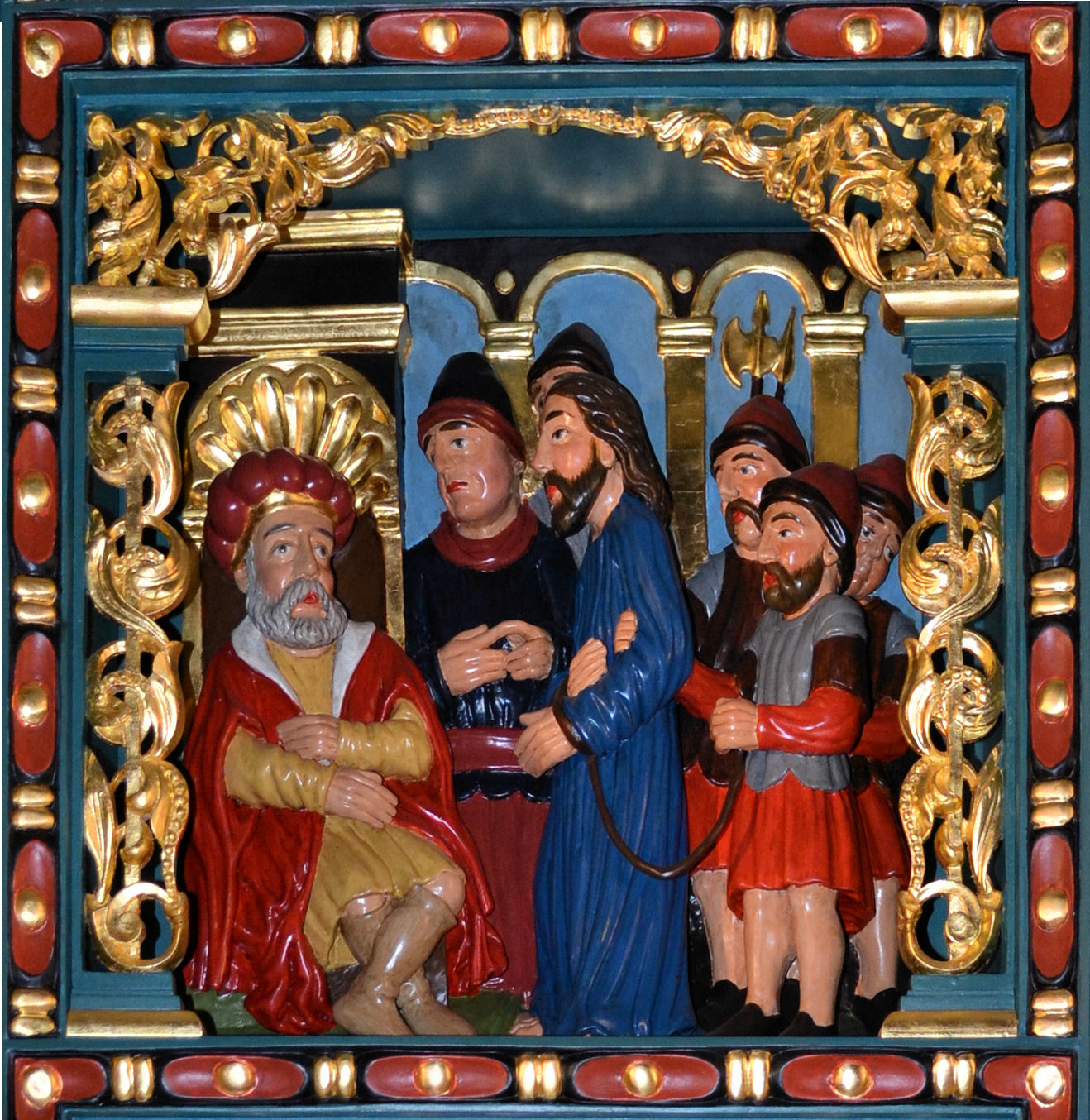
Ołtarz – zbliżenie
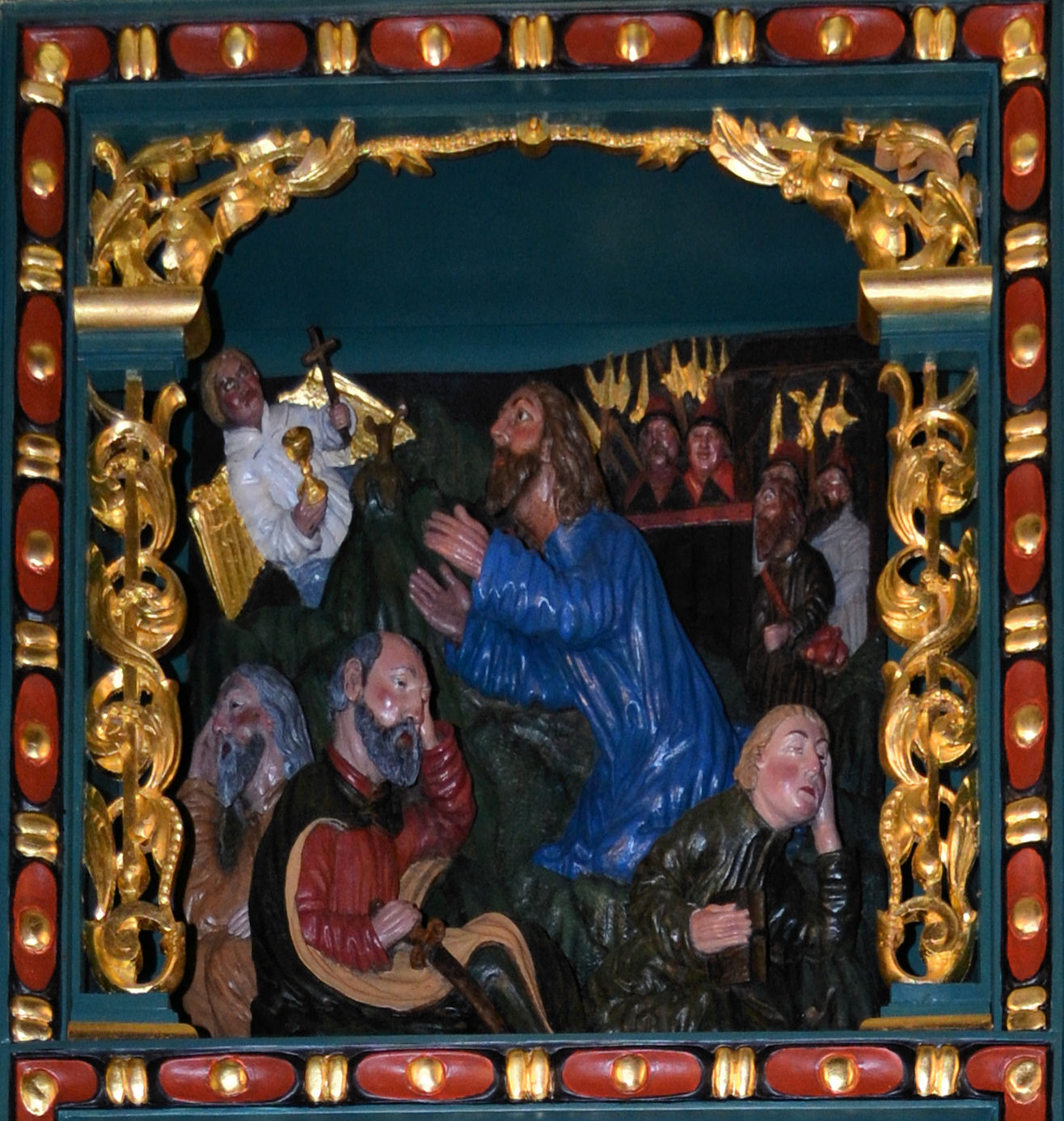
Ołtarz – zbliżenie
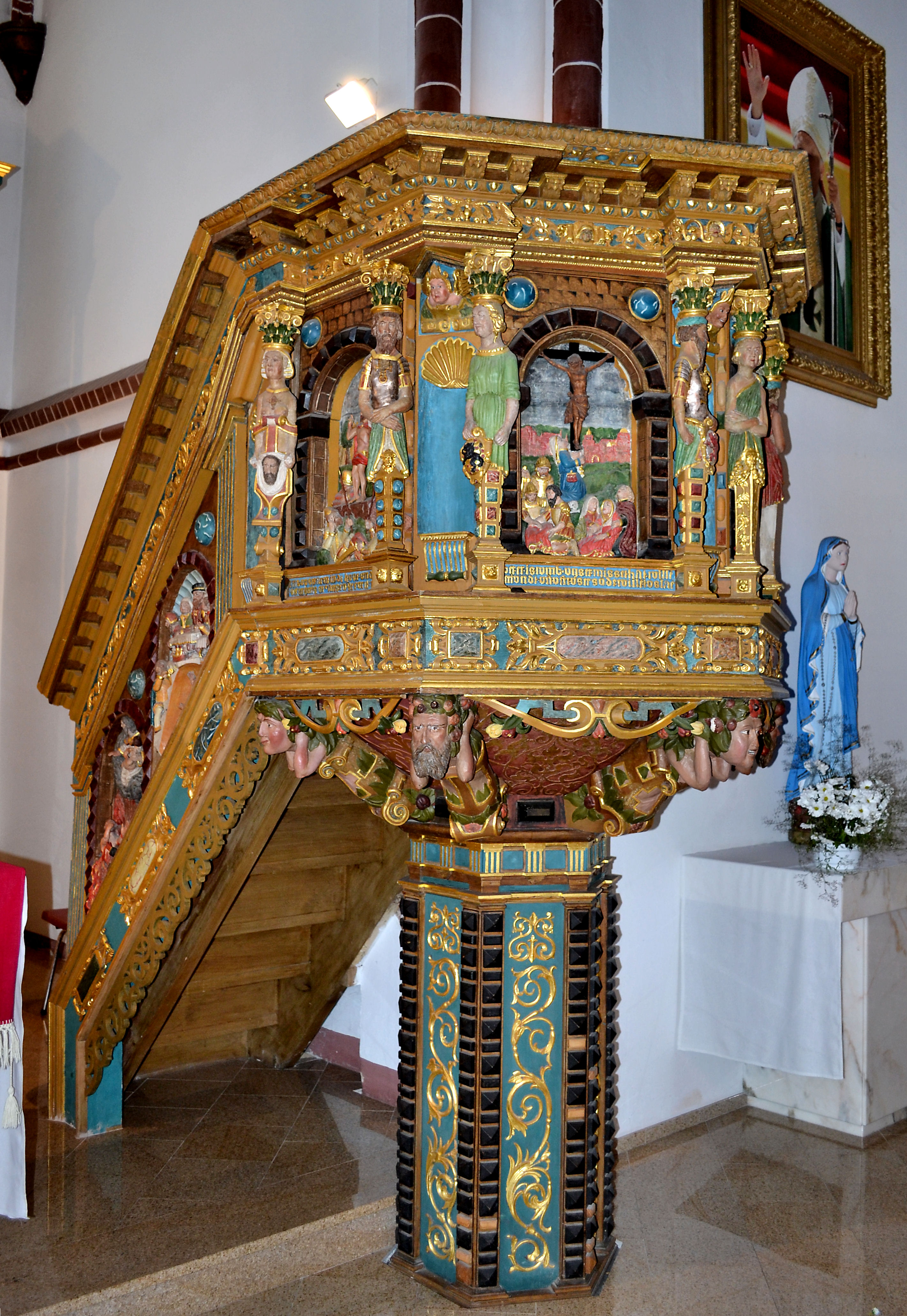
Ambona w kościele w Sownie